# Miron Rațiu
Miron Rațiu (8 de julio de 1929, Dobra - 23 de noviembre de 2011, Oradea, Rumania) fue un reconocido director de orquesta rumano, cuya actividad principal entre los años 1957 y 1998 ha sido relacionada con la Orquesta Filarmónica de Oradea. Hijo de campesinos de la localidad Dobra, ha sido miembro de la Familia Rațiu de Turda. Entre sus ancestros destacan Ioan Rațiu (uno de los firmantes del Memorando para la Independencia de Transilvania, documento enviado al Emperador del Imperio austrohúngaro en 1892) y Ion Rațiu (miembro fundador del Partido Nacional Campesino Cristiano Demócrata tras la muerte del dictador Nicolae Ceausescu y la caída del régimen comunista en Rumania). Tiene una hija y dos nietas. Su hija, Anca Rațiu , vive en España y es violinista en la Orquesta Sinfónica de Barcelona y Nacional de Cataluña, OBC.

## Estudios
Cursó sus estudios primarios y secundarios en Dobra, Orăștie y Deva. En 1949, ingresó en la Facultad Pedagógica y de Dirección Coral del Conservatorio Superior de Música "Gheorghe Dima" de Cluj-Napoca. Muy pronto, su gran talento llama la atención de tres grandes personajes de la música rumana: Antonin Ciolan, Sigismund Toduță y Tudor Jarda. Ellos le animan a continuar sus estudios en la Facultad de Dirección de Orquesta. Tras 8 años de estudios asiduos, comenzó su carrera de director junto a la Orquesta Filarmónica de Oradea. Con este conjunto haría conciertos en Rumania y en el extranjero. En 1969, se presentó como alumno del cursillo de especialización que el Maestro Sergiu Celibidache imparte en Praga.

## Actividad artística
En el grande y variado repertorio que interpretó a lo largo de su vida, destacan obras sinfónicas y vocal-sinfónicas de Johann Sebastian Bach, Bartók, Beethoven, Berlioz, Borodín, Brahms, Britten, Anton Bruckner, Chausson, Debussy, Dukas, Antonín Dvořák, De Falla, Haendel, Haydn, Hindemith, Aram Jachaturián, Rimski-Kórsakov, Liszt, Lutoslawski, Mahler, Mendelssohn, Wolfgang Amadeus Mozart, Músorgski, Prokófiev, Saint-Saëns, Schubert, Schumann, Richard Strauss, Stravinski, Theodorakis, Verdi y Wagner.
Como músico nacido y educado en Rumania, ha prestado una especial atención a los compositores autóctonos: Pascal Bentoiu, Dumitru Bughici, Paul Constantinescu, Ion Dumitrescu, George Enescu, Vasile Herman, Mihail Jora, Filip Lazăr, Dinu Lipatti, Marcel Mihailovici, Mihai Moldovan, Theodor Rogalski, Sigismund Toduță y Zeno Vancea. Además de la Orquesta Filarmónica de Oradea, cuyo director titular ha sido durante más de cuatro décadas, ha actuado y ha hecho grabaciones con la mayoría de las orquestas sinfónicas de Rumania. También, ha destacado su presencia a frente de conjuntos de prestigio de Alemania, Francia y Polonia.

## Actividad pedagógica
Durante los años '70 y '80 ha sido profesor de violín, música de cámara y orquesta en el Liceo de Arte de Oradea. En esta misma escuela, ha sido el fundador de la clase de viola. Un aspecto inédito de su perfil son las cláses de música sacra que ha impartido a los alumnos de Teología de la Universidad de Oradea.

## Actividad con el movimiento amateur
Durante los años '70 ha dirigido la Coral "Hilaria", un coro de aficionados, que bajo su batuta llegó a un gran nivel de interpretación artística. El 1 de diciembrie de 1968, durante los actos del 50 aniversario de la Gran Unión de las provincias rumanas tras la caída del Imperio austrohúngaro (Marea Unire din 1918), esta coral canta, después de varias décadas de prohibición, canciones con carácter nacional como "Deșteaptă-te, române!" ("¡Despiértate, rumano!") y "Pe-al nostru steag e scris Unire!"  ("¡En nuestra bandera está escrita la Unión!")